# Mad Heads Boogie
 «Mad Heads Boogie»  — це міні-альбом київського гурту Mad Heads, який був виданий у 1995 році, на касетах компанією «Single-S».
Тираж склав 200 екземплярів, які були розпродані за два тижня.